# Nattokinasa
La nattokinasa es una enzima extraída de un alimento japonés llamado nattō. El nattō se produce por fermentación añadiendo a la soja hervida la bacteria Bacillus subtilis var. natto, que también produce la enzima. Aunque otros alimentos a base de soja contienen enzimas, sólo el preparado de nattō contiene la enzima nattokinasa específica.
A pesar de su nombre, la nattokinasa no es una enzima cinasa, sino una serina proteasa de la familia de las subtilisinas (99,5% idéntica a aprE). Su nombre se debe más bien a que es una enzima producida por el nattōkin (納豆菌), el nombre japonés del Bacillus subtilis var. natto. 
En contacto con la sangre humana o con coágulos sanguíneos, presenta una fuerte actividad fibrinolítica y actúa desactivando el inhibidor del activador del plasminógeno-1 (PAI-1). Aunque cabe esperar que se digiera e inactive en el intestino humano como ocurre con otras proteínas, algunos investigadores informan que la nattokinasa permanece activa cuando se toma por vía oral.
La nattokinasa se vende como suplemento dietético. Actualmente se puede producir por medios recombinantes y en cultivo por lotes, en lugar de depender de la extracción a partir del nattō.